# Lucien d'Antioche
Pour les articles homonymes, voir Saint Lucien.
Lucien d'Antioche (Samosate, vers janvier 240 - Nicomédie, 312) est un prêtre, saint et martyr. L'Église catholique le célèbre le 7 janvier. 

## Biographie
Prêtre connu pour son érudition et son ascétisme, maître de l'école d'exégèse d'Antioche, son édition des Septante a été considérée comme une référence. On lui attribue aussi une condamnation du sabellianisme qui anticipe celle du concile de Nicée en 325. Le patriarche Alexandre d'Alexandrie laisse entendre qu'il a été excommunié sous trois évêques d'Antioche, Domnus, Timée et Cyrille, ce qui serait dû à ses liens avec Paul de Samosate ; il est cependant réintégré dans l'Église à la fin de sa vie. Pendant la persécution des chrétiens, il est conduit à Nicomédie, résidence de l'empereur Maximin : le gouverneur le somme d'abjurer, le prive de nourriture puis lui offre à manger des viandes de sacrifice qu'il refuse. Il meurt en confessant sa foi le 7 janvier 312.  
Il est enterré à Drépane (Hélénopolis) où l'empereur Constantin fait édifier une basilique qui lui est dédiée.

## Écrits
- Clavis Patrum Græcorum 1720-1723